# Evgenij Andreevič Vasjukov
Evgenij Andreevič Vasjukov (in russo Евгений Андреевич Васюков?, a volte traslitterato Evgeny Vasyukov secondo lo stile anglosassone; Mosca, 5 marzo 1933 – Mosca, 10 maggio 2018) è stato uno scacchista russo, sovietico fino al 1991.
Divenne Maestro Internazionale nel 1958 e Grande maestro nel 1961. Vinse sei volte il Campionato di Mosca (1955, 1958, 1960, 1962, 1972 e 1978). Partecipò a diversi Campionati sovietici, ottenendo il miglior risultato nel 1967 col 3º posto. 
Nel 1957 partecipò come invitato al Campionato del Kazakistan e lo vinse, ma il titolo fu assegnato al secondo classificato Anatolij Ufimtsev, in quanto naturalizzato kazako.
Altri risultati di rilievo:
- 1961 : 1º a Belgrado, davanti a Svetozar Gligorić
- 1962 : 1º al Lasker Memorial di Berlino, davanti a Leonid Štejn
- 1965 : 1º al Rubinstein Memorial di Polanica-Zdrój
- 1968 : 1º a Reykjavík
- 1970 : =1º a Skopje con Mark Tajmanov
- 1974 : 1º a Manila, davanti a Petrosyan e Larsen
- 1977 : 1º a Zalaegerszeg, davanti a Ratmir Cholmov
- 1995 : vince il Campionato del mondo seniores a Bad Liebenzell

Fu uno dei secondi di Anatolij Karpov nel campionato del mondo del 1978 a Baguio contro Viktor Korčnoj.
Vasyukov era un grande conoscitore delle aperture, ma spesso adottava varianti considerate secondarie, come 3.d3 (seguita dallo sviluppo dell'alfiere di re in fianchetto) contro la Siciliana e la Francese (chiamato "attacco est-indiano"). Giocò spesso anche la difesa Alekhine.
La variante della Siciliana 1.e4 c5 2.Cf3 d6 3.d4 cxd4 4.Dxd4 prende il suo nome.

## Partite notevoli
- Vasjukov - Wolfgang Uhlmann, Lasker Memorial 1962  attacco est-indiano A08
- Vasjukov - Mark Tajmanov, Campionato URSS 1965  Siciliana 3.d3 B38
- Lev Al'burt - Vasjukov, Campionato URSS 1967  difesa Alekhine B02
- Juchym Heller - Vasjukov, Kislovodsk 1968  difesa Pirc B08
- Vasjukov - Aleksandar Matanović, Skopje 1970  Spagnola C91[3]
- Albin Planinc - Vasjukov, Wijk aan Zee 1973  controgambetto Falkbeer C31